# Eugeniusz Horbaczewski

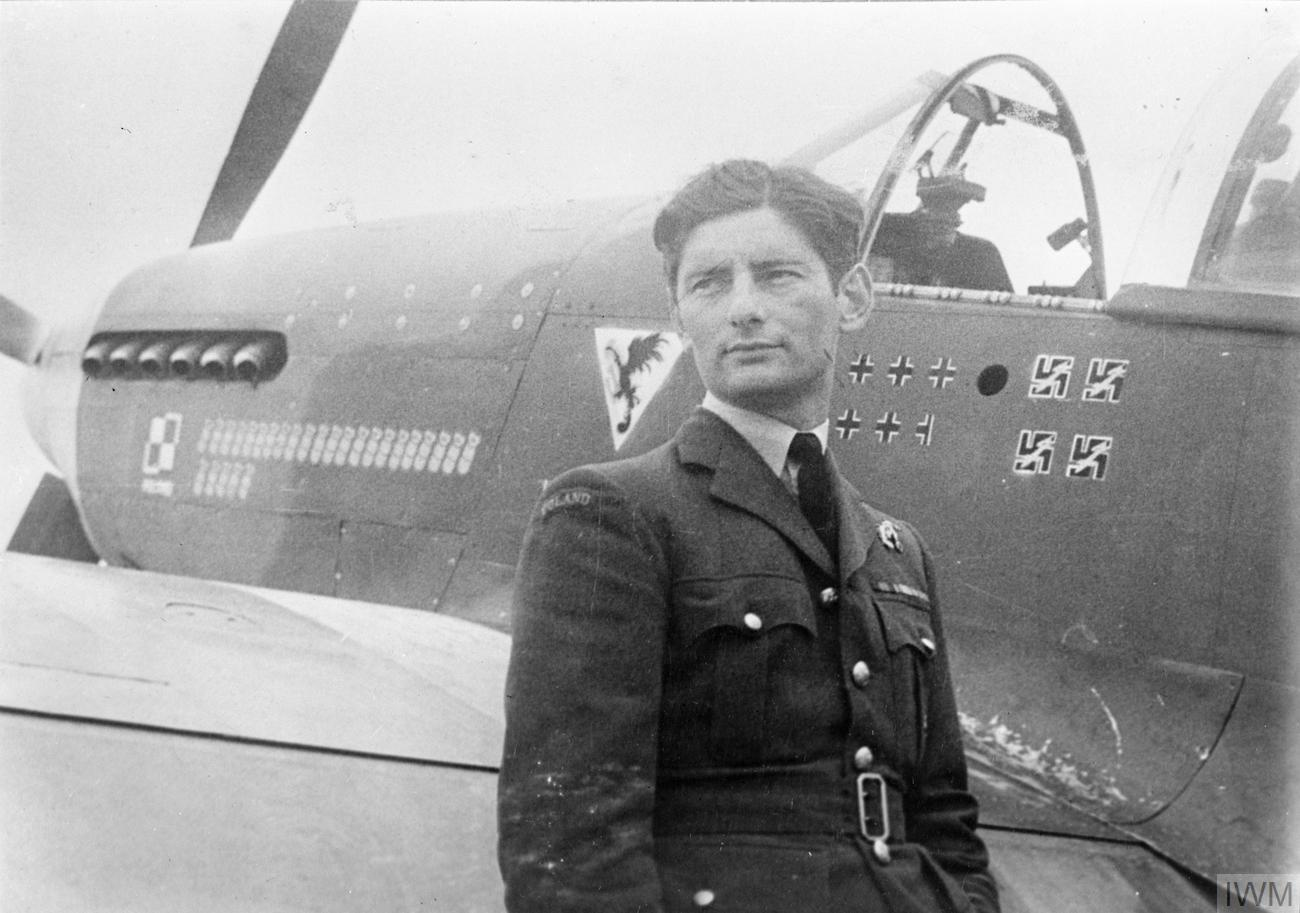
Eugeniusz Horbaczewski am 2. August 1944

Eugeniusz Horbaczewski (* 28. September 1917 in Kiew; † 18. August 1944 bei Valennes) war ein polnischer Jagdflieger im Zweiten Weltkrieg.

## Militärische Laufbahn
Im Jahre 1937 begann Horbaczewski mit der Flugausbildung und im September 1939 wurde er über Rumänien nach Frankreich evakuiert.
Dann konnte er sich nach England absetzen, wo er in die berühmte Jagdstaffel 303 aufgenommen wurde. Den ersten bestätigten Luftsieg erzielte er am 4. April 1942 über Frankreich. Im Jahre 1943 kämpfte er als Jagdflieger der No. 43 Squadron RAF in Italien.
Anfang 1944 kam er nach England zurück und wurde zum Staffelkapitän der polnischen Jagdstaffel 315 ernannt. Am 18. August 1944, nachdem er drei Fw 190 abgeschossen hatte, fiel er als Squadron Leader der Royal Air Force in der Nähe von Valennes. Die Überreste seiner P-51 Mustang mit seinem Leichnam wurden erst 1947 gefunden. Eugeniusz Horbaczewski wurde auf dem Friedhof in Creil beigesetzt.
Er erzielte insgesamt 16½ bestätigte und einen unbestätigten Luftsieg und wurde unter anderem mit dem Virtuti Militari, dem Distinguished Service Order und dem Distinguished Flying Cross ausgezeichnet.